# Mözen
Mözen là một đô thị ở huyện Segeberg, bang Schleswig-Holstein Segeberg, ở bang Schleswig-Holstein, Đức. Đô thị Mözen có diện tích 7,72 km², dân số thời điểm ngày 31 tháng 12 năm 2006 là 456 người.